# تل العيس
قرية تل العيس هي إحدى القرى التابعة لمركز العلمين في محافظة مطروح في جمهورية مصر العربية. حسب إحصاءات سنة 2018، بلغ إجمالي السكان في تل العيس 476 نسمة، منهم 253 رجل و 223 امرأة.